# Brian
Brian ist ein männlicher Vorname, der in erster Linie in englischsprachigen Ländern verbreitet ist.

## Herkunft und Bedeutung
Der Name Brian ist keltischer Herkunft und bedeutet „hoch“, „edel“. Er ist in Irland anhaltend populär wegen des Kriegers und Hochkönigs Brian Boru (940–1014). Durch irische Einwanderer wurde der Name auch in England und Schottland verbreitet.

## Varianten
- Brajan (poln.)[2]
- Bryan
- Bryant, O’Bryant (Familiennamen)

## Namensträger

### Vorname
- Brian Adams (* 1947), englischer Fußballspieler
- Brian Adams (* 1949), britischer Geher
- Brian Adams (1963–2007), US-amerikanischer Wrestler
- Brian Altman (* 1988), US-amerikanischer Pokerspieler
- Brian Auger (* 1939), britischer Fusion- und Rockorganist
- Brian Behlendorf (* 1973), US-amerikanischer Softwareentwickler
- Brian Behrendt (* 1991), deutscher Fußballspieler
- Brian Boitano (* 1963), US-amerikanischer Eiskunstläufer
- Brian Brett (1950–2024), kanadischer Dichter und Schriftsteller
- Brian Buchanan (1961–2021), kanadischer Jazzmusiker
- Brian Bulgaç (* 1988), niederländischer Radsportler
- Brian Burns (* 1998), US-amerikanischer American-Football-Spieler
- Brian Charette (* 1972), US-amerikanischer Jazzmusiker
- Brian Clough (1935–2004), englischer Fußballspieler und -trainer
- Brian Connolly (1945–1997), britischer Musiker
- Brian Cotter, Baron Cotter (1936–2023), britischer Politiker, Life Peer
- Brian Cox (* 1946), schottischer Schauspieler
- Brian De Palma (* 1940), US-amerikanischer Filmregisseur
- Brian Dennehy (1938–2020), US-amerikanischer Schauspieler
- Brian Eno (* 1948), englischer Musikproduzent
- Brian Epstein (1934–1967), Manager der Beatles
- Brian Forte (* 1975), US-amerikanischer Basketballschiedsrichter
- Brian Friel (1929–2015), irischer Dramatiker
- Brian Gleeson (* 1987), irischer Filmschauspieler
- Brian Gottfried (* 1952), US-amerikanischer Tennisspieler
- Brian Gratz (* 1981), US-amerikanischer Eishockeyspieler, -trainer und -funktionär
- Brian Austin Green (* 1973), US-amerikanischer Schauspieler
- Brian Greenhoff (1953–2013), englischer Fußballspieler
- Brian Hallisay (* 1978), US-amerikanischer Schauspieler
- Brian Hastings (* 1988), US-amerikanischer Pokerspieler und Unternehmer
- Brian Tyree Henry (* 1982), US-amerikanischer Schauspieler
- Brian Johnson (* 1947), Sänger von AC/DC
- Brian Johnson (* 1980), US-amerikanischer Leichtathlet
- Brian Jones (1942–1969), Gründungsmitglied der Rolling Stones
- Brian Joubert (* 1984), französischer Eiskunstläufer
- Brian Kellock (1962–2025), schottischer Jazzpianist
- Brian Kelly (1931–2005), US-amerikanischer Schauspieler
- Brian Krause (* 1969), US-amerikanischer Schauspieler
- Brian Laudrup (* 1969), dänischer Fußballspieler
- Brian Laws (* 1961), englischer Fußballspieler und -trainer
- Brian Leake (1934–1992), britischer Jazzmusiker
- Brian Leiva (* 1998), chilenischer Fußballspieler
- Brian Lewis, 2. Baron Essendon (1903–1978), britischer Adeliger und Automobilrennfahrer
- Brian Littrell (* 1975), US-amerikanischer Sänger
- Brian London (1934–2021), britischer Boxer
- Brian May (1934–1997), australischer Komponist von Filmmusik
- Brian May (* 1947), Astrophysiker und Gitarrist von Queen
- Brian McBride (* 1972), US-amerikanischer Fußballspieler
- Brian McFadden (* 1980), irischer Popsänger
- Brian Molko (* 1972), Frontman der Band Placebo
- Brian Mulroney (1939–2024), kanadischer Politiker, Premierminister 1984–93
- Brian Naithani (* 1982), deutscher Poolbillardspieler
- Brian Ogilvie (1954–2004), kanadischer Jazzmusiker
- Brian O’Neil (* 1972), schottischer Fußballspieler
- Brian Orser (* 1961), kanadischer Eiskunstläufer
- Brian Patrick, US-amerikanischer Moderator und Journalist
- Brian Poole (* 1941), britischer Popsänger
- Brian Rast (* 1981), US-amerikanischer Pokerspieler
- Brian Reynolds (* 1967), US-amerikanischer Computerspielentwickler
- Brian Riemer (* 1978), dänischer Fußballtrainer
- Brian Robinson (1930–2022), britischer Radsportler
- Brian Rowswell (* 1967), englischer Snookerspieler
- Brian Schottenheimer (* 1973), US-amerikanischer American-Football-Trainer
- Brian Settles (* 1980), US-amerikanischer Jazzmusiker
- Brian Setzer (* 1959), US-amerikanischer Rockabilly-Musiker
- Brian Shawe-Taylor (1915–1999), britischer Automobilrennfahrer
- Brian J. Smith (* 1981), US-amerikanischer Schauspieler
- Brian Michael Smith (* 1983), US-amerikanischer Schauspieler
- Brian Sternberg (1943–2013), US-amerikanischer Leichtathlet, Stabhochspringer
- Brian Taylor, US-amerikanischer Regisseur, Drehbuchautor und Produzent
- Brian Thomas Smith (* 1977), US-amerikanischer Schauspieler und Komiker
- Brian Tracy (* 1944), US-amerikanischer Sachbuch-Autor
- Brian Trenchard-Smith (* 1946), britischer Regisseur
- Brian Hugh Warner (* 1969), Pseudonym Marilyn Manson, Frontman der gleichnamigen Band
- Brian Wilson (1942–2025), US-amerikanischer Musiker
- Brian Yang (* 2001), kanadischer Badmintonnationalspieler
- Brian Yoon (* 1989), US-amerikanischer Pokerspieler

### Familienname
- Adrian Brian (1892–1978), US-amerikanischer Ringer
- Brett Brian (* 1962), US-amerikanischer Gewichtheber
- David Brian (1910–1993), US-amerikanischer Tänzer und Schauspieler
- Frank Brian (1923–2017), US-amerikanischer Basketballspieler
- Guy Brian, 1. Baron Brian († 1390), englischer Adliger, Militär und Diplomat
- Havergal Brian (1876–1972), englischer Komponist
- Mary Brian (1906–2002), US-amerikanische Stummfilm-Schauspielerin
- Morgan Brian (* 1993), US-amerikanische Fußballspielerin
- Rich Brian (* 1999), indonesischer Rapper

### Fiktive Personen
- Brian (Sagengestalt), eine Person in der keltischen Mythologie
- Brian O’Conner, Hauptfigur in der Filmreihe Fast & Furious
- Brian Cohen, Hauptfigur in Das Leben des Brian
- Brian Davis, Titelfigur der Serie What About Brian
- Brian Griffin, der Familienhund in der Serie Family Guy
- Brian Kinney, eine Hauptfigur in der Serie Queer as Folk
- Brian Tanner, ein Protagonist in der Serie Alf

### Sonstiges
- Brian Island, Insel in der Antarktis
- (2683) Brian, Asteroid des äußeren Hauptgürtels